# Impacto da Inteligência artificial na sociedade
A inteligência artificial (IA) é uma área da ciência da computação que busca desenvolver máquinas capazes de realizar tarefas que normalmente exigiriam inteligência humana.Surgida na década de 1950, tem sua origem praticamente confundida com a própria origem do computador. Mais precisamente, no verão de 1956, ocorreu a Darthmouth College Conference, que é considerada o marco inicial da IA. Os pesquisadores reconhecidos como pais da área, como John MacCarthy, Marvin Minsky, Alan Newell e Herbert Simon, entre outros, participaram desse evento e tiveram trajetórias científicas que estabeleceram marcos nesse fascinante domínio da Computação.